# Клан О'Доннелл

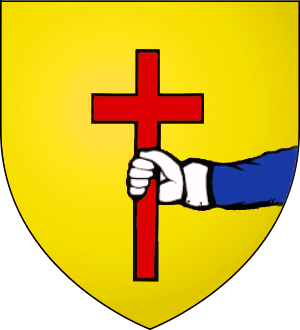
Герб вождів клану О'Доннелл (ірл. -O'Donnell)

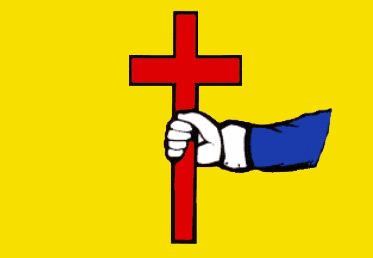
Прапор клану О'Доннелл.

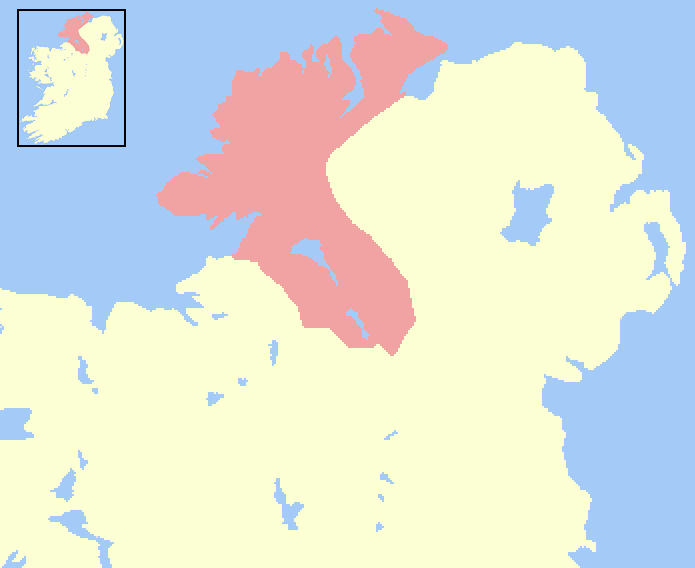
Територія клану О'Доннелл.

Клан О'Доннелл (ірл. Clan O'Donnell, Ó Dónaill, Ó Domhnaill) — давній ірландський клан, однойменна королівська династія, що правила на півночі Ірландії в королівстві Тірконнелл (Тір Конайлл, ірл. Tyrconnell, Tír Chonaill) — тепер це графство Донегал (ірл. Donegal), до цієї династії та клану належали відомі лорди, графи, аристократи. Клан був союзником, а іноді ворогом клану (а потім низці споріднених кланів) О'Нейлл. Ірландське ім'я Домналл означало «мир правителя». Представники клану О'Доннелл були на троні королівства Тір Конайлл більше тисячоліття — у 464 – 1608 роках.

## Роль в історії
До клану О’Доннелл (О’Донел) належали: королі Тари, верховні королі Ірландії, королі Королівства Тірконелл (Тір Конайлл), протектори королівсвства Дал Ріада (північно-східна Ірландія), королі Шотландії, королі королівства Лех Куйнн (ірл. Leth Cuinn), принци Дурласс, лорди Коннахту, принци Тірконеллу, графи (ерли) Тірконеллу, герцоги Тетуан, маркізи Алтаміра, барони Фінгал, барони Донегол, барони Ліффорд. 
Нинішній вождь клану: отець Х'ю Амбросій О'Донел.
Спадкоємець титулу вождя клану: VII герцог Тетуан.
Нинішній вождь клану зайняв цю посаду після пишної церемонії згідно давнього ірландського закону Таністрі (ірл. - Tanistry), що є частиною давнього ірландського законодавства Брегон (ірл. - Brehon).

## Походження
Клан О'Доннелл споріднений з кланом О'Нейлл і походить від спільного предка з ним — верховного короля Ірландії на ймення Ніл (Ніалл) Дев'яти Заручників (ірл. - Niall Noígíallach) (368—395 роки правління). Клан О'Нейлл та його гілка Кенелн-Еогайн (ірл. - Cenél nEógain) ведуть свій родовід від Еогана мак Нейлла (ірл. - Eógan mac Néill). Клан О'Доннелл, що споріднений з іншою гілкою О’Нейллів – Кенел Конайлл (ірл. - Cenél Conaill), веде свій родовід від Коналла Гулбана (ірл. - Conall Gulban) (пом. 464) — іншого сина короля Ніалла. Згідно історичних переказів Коналл Гулбан був хрещений святим Патріком. 

## Герб і гасло клану
Походження герба і гасла клану О'Доннелл пов'язують ще з часами раннього християнства та часів Римської імперії. 
Римський імператор Костянтин Великий в свій час прийняв християнство після видіння перед знаменитою битвою біля Мільвійського мосту, побачивши видіння в небі у вигляді Х-подібного хреста та слова «Signo Vinces» — «цим переможеш».  З того часу різні форми хреста ввійшли до складу гербів і символів багатьох правителів Європи. 
Легенда свідчить, що Святий Патрік вдарив щит Коналла — сина короля Ніала Дев'яти Заручників посохом, що називався Бахалл Іса (ірл. - Bachall Isa) — Посох Ісуса, і намалював йому на щиті знак хреста, сказав йому ту саму фразу коли хрестив його — «Цим переможеш!» 
Згідно життія Святого Патріка (глава 138), що було записане на замовленням сера Джона де Курсі письменником і написано Джоселіном Фернесс (бл. 1185), Святий Патрік взяв свій посох , відомий як Бахалл Іса і вдарив ним у щит короля Коналла, намалював хресне знамення на ньому і сказав: «Et mox cum baculo suo, qui baculus Jesu dicebatur Crucis signum ejus scuto impressit, asserens neminem de stirpe ejus in bello vincendum qui signum illud.» - «Прийде час, і ти з людьми Ісуса з хресним знаменням на щиті отримаєш перемогу, ніхто з його людей не потрапить в полон і не поляже, хто отримав це знамення згори.» (лат.) Таким чином стверджуючи, що він і його нащадки будуть непереможними в бою якщо будуть мати з собою цей знак. Пізніше ця ж легенда була записана в королівстві Тір Конайл.

## Територія
Клан володів королівством Тір Конайлл — королівство було назване на честь гілки клану О'Нейлл — Кенелл Конайлл. Територія підвладна клану охоплювала більшу частину нинішнього графства Донегал (крім півострова Інішовен),  баронство Карбарі (ірл. – Carbury) в графстві Слайго, Росклоєр (ірл. – Rosclogher) в графстві Летрім, Маєрабой (ірл. – Magheraboy), Фірлург (ірл. – Firlurg) в графстві Фермана і частину графства Деррі (англійці називають це графство Лондондеррі). Перлиною в короні клану О'Доннелл був замок Донегол, один з семи замків клану О'Доннелл, і тепер є національним пам'ятником Ірландії, частково відновлений Управлінням громадських робіт Ірландії. Королівство і землі Тір Конайл межували з володіннями клану і королівством Тір Еогайн (Тірон) — володіннями клану О’Нейлл — гілки Кенел н-Еогайн. Клан О'Доннелл періодично намагався відстояти своє верховенство в королівській династії і клані О'Нейлл і вів кланові війни за володіння землями королівств Коннахт та Улад (Ольстер). Королівство Тір Конайлл існувало найдовше як незалежне королівство з усіх ірландських королівств і було визнане як незалежне королівство англійським королем Генріхом III. 

## Панування
Гоффрайд О'Донайлл (ірл. - Goffraidh Ó Dónaill) був першим вождем клану з того часу як клан О'Доннелл став вважатися окремим кланом, а не частиною клану О’Нейлл. Він був сином Доналла Мора О'Донайлла (ірл. - Dónall Mór Ó Dónaill). У 1257 році Гоффрайд О’Донайлл переміг у битві під Креднан-Кілле (ірл. - Creadran-Cille) воюючи проти Бріана О'Нейлла (ірл. - Brian Ua Néill). Після смерті Гоффрайда О’Донайлла внаслідок ран, отриманих в боях з О'Нейллами, вождем клану став Доналл Ог (ірл. - Dónall Óg), що повернувся з Шотландії з військового походу і почав протистояння з О'Нейллами. Цей король став відомий як Король Риби завдяки своїй торгівлі рибою з Францією. Він продавав рибу і купував вину у Ла-Рошель. 

## Благодійність клану О'Доннелл
На початку XIV століття, вожді клану О'Доннелл дали прилисток лицарям з ордену тамплієрів, що тікали від переслідувань з Франції до Шотландії через королівство Тір Конайлл та землі Слайго, в тамплієрів був замок Баллімоут (ірл. – Ballymote) та маєток Персіваль (ірл. – Percival).
Вожді клану О'Доннелл - правителі королівство тір Конайл і раніше цих подій - в кінці XII століття і протягом багатьох століть пізніше милостиво допомагали клану ита династії МакДонлеві (ірл. – MacDonlevy) чи МакНулті (ірл. – MacNulty), після того як їх королівство Улад впало під час англійського завоювання. Ірландські назви цього клану та династії – Мак Дунхлейбе (ірл. - Mac Duinnshléibhe) або Мак Утай (ірл. - Mac Ultaigh) Вони були також відомі під назвою Ултах (ірл. – Ultach) – назва походить від давньої назви королівства Улад (Ольстер).  Цей клан і династія після падіння їхнього королівства постійно перебували під захистом клану О'Доннелл. До цього клану належали давні династії лікарів в Ірландії, що мали високий статус Оллам Леїс (ірл. - ollahm leighis) – тобто, в сучасному розумінні, доктори наук медицини.
Серед МакДонлеві-МакНулті були відомі діячі римо-католицької церкви, відомі ірландські аристократи: Муйріс Уллтах (ірл. - Muiris Ulltach), він же: Муйріс мак Доннхад Уллтах О Дуйннхлебе (ірл. - Muiris mac Donnchadh Ulltach Ó Duinnshléibhe),  Муйріс мак Шеаан Уллтах О Дуйннхлейбе (ірл. - Muiris mac Seaán Ulltach Ó Duinnshléibhe), що разом з архієпископом з Туама допомагали Х'ю Роу О'Доннеллу (Червоному Х'ю О'Доннеллу).  Вони були разом з вождем клану О'Доннелл з 1601 у вигнанні, були біля його смертного одра в замку сіманкас в Іспанії в 1602 році. У свою чергу ірландський граф О'Доннелл, хто співчутливо одружився з вдовою (пом. 1708) Дон-Леві, що мала відношення до руху якобітів в Шотландії та Ірландії. Багато вигнанців з кланів О'Доннелл, МакДонлеві померли у Франції. 
За відсутності королівських індульгенцій щодо клану О'Доннелл багато вигнанців з цього клану так і не змогли повернутися на Батьківщину. А династії лікарів з клану МакДунлеві — МакНулті внесли вагомий внесок у розвиток західної медицини. 

## Відомі люди з королівського двору клану О'Доннелл
Вождям клану О'Доннелл  судилося бути останніми ірландськими королями, що зберігали свою незалежність від Англії. Королівський двір клану і королівської династії О'Доннелл був відомий як Лухт Тіє (ірл. Lucht Tighe) і складалася з декількох груп, які були сформовані на спадковій основі з інших кланів та родин протягом більш ніж чотирьох століть. Серед найвідоміших людей з цього двору були:
- Лектор і інаугуратор О'Фріел або О'Фріїл (ірл. - O'Friel або O Frighil).
- Маршали і Прапороносці з кланів МакСвіні (МакСуїбне) (ірл. - MacSweeney або Mac Suibhne).
- Командири кавалерії з клану О’Галлаєр або О’Галхобайр (ірл. - O'Gallagher або O Gallchobhair).
- Хранителі реліквій (ірл. – Cathach) Св. Колумби з клану Роарті чи Мак Робартай (ірл. -  Roarty або Mac Robhartaigh).
- Історики і книжники з кланів О’Клері чи О’Клейрі (ірл. - O'Clery або O Cléirigh), що раніше королями маленького васального королівства
- Ві Фіахрах Айдне (ірл. - Uí Fiachrach Aidhne).
- Судді з клану О'Бреслайн (ірл. - O Breaslain).
- Барди і поети – з клану Вард або Мак ан Байрд (англ. – Ward, ірл. - Mac an Bhaird).
- Лікарі з клану Донлеві або Мак Дуйннхлейбе (англ. – Donleavy, ірл. - Mac Duinnshléibhe), що раніше були королями королівства Дал Фіатах Улад (у Ольстері) (ірл. - Dál Fiatach Ulaid).
- Конюхи з кланів Тімоні або ОТіоманай (англ. – Timoney, ірл. - Ó Tiománaigh).

### Війни кланів та діаспора
Клан О'Доннелл переміг клан О’Нейлл у 1522 році в битві під Нокейвоу (ірл. – Knockavoe). У 1541 році Манус О'Доннелл брав участь у процесах за права ірландців під час англійської окупації острова. У 1567 році клан О'Доннелл виграв битву під Фарстенмор (ірл. – Farsetmore) проти клану О’Нейлл, знову підтвердивши свою незалежність і силу в Ольстері.
Під час дев'ятирічної війни в Ірландії у 1594-1603 роках клан О'Доннелл відігравав провідну роль очолюючи боротьбу ірландців за незалежність Ірландії. Вони були соратниками лідера повстання - Червоного Х'ю О'Доннелла. Під його керівництвом , і керівництвом його союзника Х'ю О'Ніла, вони просунулися в Кінсейл і обложили англійські сили напередодні іспанського вторгнення. По дорозі, вони мобілізували людей зі свого клану в Ардферті (ірл. – Ardfert) та Лікснав (ірл. – Lixnaw) для захисту території свого союзника - Фіцморіса, лорда Керрі. Битва під Кінсейл у 1601 році, була катастрофою для ірландців, віщуючи кінець незалежності кельтів і кельтських законів (ірл. – Brehon) та звичаїв в Ірландії і остаточне завоювання Ірландії англійцями. Після договору в Мелліфонт (ірл. – Mellifont) у 1603 році новий король Англії Джеймс I помилував Рорі О'Доннелла і дарував йому титул графа Тірконелл (ірл. – Tyrconnell) та титул ірландського пера.
Рорі О'Доннелл, на жаль приєднався до Втечі Графів у 1607 році, покинув Ірландію разом з іншою аристократією, що призвело 1614 року до колонізації Ольстера англійцями. Він помер у вигнанні в Римі у 1608 році.

## Видатні люди клану О'Доннелл
Манус О'Доннелл (ірл. - Manus O'Donnell) (1490 – 1564) — XXI вождь клану О'Доннелл, король Тірконеллу, біограф святого Колмкілле (Колумби).
- Калвай О'Доннелл (ірл. - Calvagh O'Donnell) (пом. 1566) — XXII вождь клану О’Доннелл, лорд Тірконелл.
- Ніалл (Ніл) Гарве О'Доннелл (ірл. - Niall Garve O'Donnell) (1569 – 1626) — принц Тірконеллу.
- Х’ю Роу О'Доннелл (ірл. - Hugh Roe Ó Donnell) (1572–1601) — принц і лорд Тірконеллу, борець за свободу Ірландії.
- Елізабет О'Доннелл (ірл. - Elizabeth O'Donnell) (1604 – 1630) — дочка Х'ю Роу О’Доннелла, принцеса Тірконеллу.
- Х'ю О'Доннелл (ірл. - Hugh O'Donnell) (1606–1642) — II граф Тірконелл, принц Тірконеллу.
- Карл О'Доннелл (ірл. - Karl O'Donnell) (1715–1771) — шляхтич Тірконеллу.
- Генрі О'Доннелл (ірл. - Henry O'Donnell) (1769–1834) — ірландсько-іспанський аристократ.
- Моріс О'Доннелл Тірконеллський (ірл. - Maurice O’Donnell de Tyrconnell) (1780–1843) — ірландсько-австрійський аристократ.
- Максиміліан Карл Ламорал О'Доннелл фон Тірконелл (ірл. Maximilian Karl Lamoral O'Donnell von Tyrconnell) (1812–1895) — ірландсько-австрійський аристократ.
- Жан Луї Бартоломей О'Доннелл (ірл. - Jean Louis Barthelemy O’Donnell) (1783–1836) — ірландсько-французький діяч, сподвижник Наполеона, кавалер ордену Почесного легіона.
- Леопольдо О'Доннелл (ірл. - Leopoldo O'Donnell) (1809–1867) — І герцог Тетуан, прем'єр-міністр Іспанії.
- Карлос О'Доннелл (ірл. - Carlos O'Donnell) (1834–1903) — II герцог Тетуан, державний міністр Іспанії.
- Хуго О'Доннелл (ірл. - Hugo O'Donnell)(нар. 1948) — VII герцог Тетуан, іспанський історик та мальтійський лицар.